# Stamka
Stamka [stam'ka] (deutsch Klein Stamm) war ein kleiner Ort in der polnischen Woiwodschaft Ermland-Masuren im Gebiet der heutigen  Gmina Mrągowo (Landgemeinde Sensburg) im Powiat Mrągowski (Kreis Sensburg).

## Geographische Lage
Die Ortsstelle von Stamka liegt inmitten der Woiwodschaft Ermland-Masuren, sechs Kilometer nordwestlich der Kreisstadt Mrągowo (deutsch Sensburg).

## Geschichte
Das 1542 gegründete Dorf Klein Stamm bestand aus mehreren Gehöften und einer – zum Langheimer Wald gehörenden – Försterei. Zwischen 1874 und 1945 war es in den Amtsbezirk Kerstinowen (polnisch Kiersztanowo) eingegliedert, der – 1938 in „Amtsbezirk Kersten“ umbenannt – dem Kreis Sensburg im Regierungsbezirk Gumbinnen (ab 1905: Regierungsbezirk Allenstein) in der preußischen Provinz Ostpreußen zugeordnet war. Im Jahre 1910 waren in Klein Stamm 35, 1933 bereits 55 und 1939 schon 58 Einwohner registriert.
Aufgrund der Bestimmungen des Versailler Vertrags stimmte die Bevölkerung in den Volksabstimmungen in Ost- und Westpreussen am 11. Juli 1920 über die weitere staatliche Zugehörigkeit zu Ostpreußen (und damit zu Deutschland) oder den Anschluss an Polen ab. In Klein Stamm stimmten 40 Einwohner für den Verbleib bei Ostpreußen, auf Polen entfielen keine Stimmen.
In Kriegsfolge kam das Dorf 1945 mit dem gesamten südlichen Ostpreußen zu Polen und erhielt die polnische Namensform „Stamka“. Als ein kleiner Weiler (polnisch Osada) ist die Ortsstelle heute nach Gązwa (Gonswen, 1938 bis 1945 Gansen) einbezogen – innerhalb der Gmina Mrągowo (Landgemeinde Sensburg) im Powiat Mrągowski (Kreis Sensburg). Stamka gilt nun als „einstiges Dorf“ (polnisch dawna wieś) und auch „verlassenes Dorf in der Woiwodschaft Ermland-Masuren“ (polnisch opuszczone wsie w województwie warmińsko-mazurskich).

## Kirche
Klein Stamken war bis 1945 nach Warpuhnen (polnisch Warpuny) eingepfarrt und gehörte zur evangelischen Kirchengemeinde bzw. zur katholischen Pfarrgemeinde, jeweils in die Kirchenprovinz Ostpreußen der Kirche der Altpreußischen Union bzw. in das Bistum Ermland eingegliedert.

## Verkehr
Die Ortsstelle Stamkas liegt am Schnittpunkt zweier Nebenstraßen, die von Mrągowo nach Zyndaki (Sonntag) bzw. von Kiersztanowo (Kerstinowen, 1938 bis 1945 Kersten) nach Sorkwity (Sorquitten) führen. 